# Fjodor Andrejevics Rau
Fjodor Andrejevics Rau (Ulm, 1868. március 26. — Moszkva, 1957. május 30.) Eredeti neve: Friedrich Wilhelm Rau. német származású orosz-szovjet gyógypedagógus, a moszkvai Lenin Pedagógiai Egyetem Defektológiai Fakultásán a Szurdopedagógiai és Logopédiai Tanszék vezetője és az Oroszországi Pedagógiai Tudományok Akadémiájának levelező tagja volt.

## Életútja
Tanítói és a siketek tanítására jogosító oklevelét Németországban (Nürtingenben és Frankfurtban) szerezte. Pályakezdőként (1892-től) Ukrajnában dolgozott, siket gyermekeket tanított, majd (1898-ban) magánintézetet alapított Moszkvában. 1899-ben meghívást kapott a moszkvai Arnold–Tretyjakov siketnémák intézetébe, ahol igazgató lett. 1900-ban feleségével együtt megnyitották az első orosz magánóvodát siket gyermekeknek, amelyet Natalija Alekszandrovna Rau 40 éven át vezetett és kidolgozta az ún. „szintetikus szájról olvasás” szájról olvasás módszerét, amely nemzetközileg is híressé tette.
A Rau házaspár azt vallotta, hogy: „Csak az iskoláskor előtti nevelés vezet az élőszóbeli beszédhez, csak az élőbeszéden át jutunk be a hallók környezetébe”. Hasonlóan együtt alakították meg a „Folyékonyan szájról olvasók klubjá”-t és szorgalmazták a később megsérültek szájról olvasási kurzusait. Rau 1925-től szurdopedagógus és logopédus szakemberek kiképzése terén vált nemzetközileg is ismertté. Leánya, Jelena Fjodorovna Rau és fia, Fjodor Fjodorovics Rau hasonlóan a hallássérültek ügyének szentelték munkásságukat.

## Főbb munkáiból
- Букварь. Для школ глухонемых (Ábécé. Siketnéma iskoláknak) (társszerző: Rau, N. A.) Moszkva, 1940.;
- Методика обучения глухонемых произношению (Módszertan a siketnémák kiejtésének tanítására)(társszerző: Rau, F. F.)